# Xian de Zuoyun
Le xian de Zuoyun (左云县 ; pinyin : Zuǒyún Xiàn) est un district administratif de la province du Shanxi en Chine. Il est placé sous la juridiction de la ville-préfecture de Datong.

## Démographie
La population du district était de 124 965 habitants en 1999.